# Andrés Makin
Andrés Makin (Punta Gorda, 11 aprile 1992) è un calciatore beliziano, centrocampista del Police United e della Nazionale beliziana.

## Carriera

### Club
Nel 2010 gioca al Toledo Ambadassors. Nel 2011 si trasferisce al Freedom Fighters. Nel 2012 viene acquistato dal Police United.

### Nazionale
Debutta in Nazionale il 20 gennaio 2013, in Belize-Guatemala (0-0).